# The War Within
The War Within – czwarty album studyjny amerykańskiej grupy muzycznej Shadows Fall, wydany 21 września 2004 nakładem wytwórni Century Media Records.

## Lista utworów
| 1.  | "The Light That Blinds"                 | 04:58 |
|     |                                         |       |
| 2.  | "Enlightened By The Cold"               | 03:02 |
|     |                                         |       |
| 3.  | "Act Of Contrition"                     | 03:40 |
|     |                                         |       |
| 4.  | "What Drives The Weak"                  | 04:43 |
|     |                                         |       |
| 5.  | "Stillness"                             | 04:52 |
|     |                                         |       |
| 6.  | "Inspiration On Demand"                 | 03:52 |
|     |                                         |       |
| 7.  | "The Power Of I and I"                  | 03:34 |
|     |                                         |       |
| 8.  | "Ghosts Of Past Failures"               | 04:12 |
|     |                                         |       |
| 9.  | "Eternity Is Within"                    | 04:08 |
|     |                                         |       |
| 10. | "Those Who Can Not Speak"               | 05:17 |
|     | Utwór bonusowy na edycji japońskiej:    |       |
| 11. | "Teas'n Pleas'n" (cover Dangerous Toys) | 03:14 |
|     |                                         |       |
|     |                                         | 45:32 |
|     |                                         |       |

## Single
- "The War Within – Two Song Advance" (2004)[2]
- "What Drives the Weak" (2005)[3]
- "Inspiration on Demand" (2005)[4]

## Teledyski
- "The Power Of I And I" (2004)
- "What Drives The Weak" (2004)
- "Enlightened By The Cold" (2004)
- "Inspiration On Demand" (2005)

## Twórcy

### Skład zespołu
- Brian Fair – śpiew
- Jonathan Donais – gitara prowadząca, wokal wspierający
- Matthew Bachand – gitara rytmiczna, wokal wspierający
- Paul Romanko – gitara basowa
- Jason Bittner – perkusja

### Inni
- Zeuss B. Held - producent muzyczny

## Inne informacje
- Utwór "Those Who Cannot Speak" został zadedykowany siostrzenicy i siostrzeńcowi Briana Faira chorym na autyzm.